# Jimmy Simpson
Ne doit pas être confondu avec James Young Simpson.
Pour les articles homonymes, voir Simpson.
James McMillan Simpson, couramment appelé Jimmy Simpson, est un footballeur international puis entraîneur écossais, né le 29 octobre 1908, à Ladybank, Fife et mort le 15 mars 1972 . Évoluant au poste de défenseur central, il est particulièrement connu pour ses saisons au Rangers.
Il compte 14 sélections pour 1 but inscrit en équipe d'Écosse. Depuis 2011, il est membre du Hall of Fame des Rangers.

## Biographie

### Carrière en club
Natif de Ladybank, Fife, il devient professionnel en 1924 à 17 ans, en s'engageant pour Dundee United, jouant d'abord comme arrière latéral. Devenant un membre important de l'équipe première pendant les deux saisons suivantes, il est transféré en 1927 aux Rangers à la suite de la relégation de Dundee United, pour un montant de 1 000 £.
C'est au Ibrox Park qu'il se reconvertit comme défenseur central, devenant un membre incontournable de l'équipe, se voyant même promu capitaine et remportant 9 titres de champion et 4 Coupes. Il joue 378 matches officiels pour les Rangers pour 7 buts inscrits (dont 290 en championnat pour 5 buts).
Après la guerre, il se reconvertit un temps comme entraîneur d'Alloa Athletic pendant deux ans, de 1947 à 1948, à la suite de quoi il quitte le milieu du football pour se consacrer à son autre vocation, celle d'ingénieur dont il avait suivi les études pendant le début de sa carrière de footballeur.
Son fils, Ronnie, devient lui aussi joueur de football professionnel, gardien de but international écossais et vainqueur de la Coupe d'Europe 1967 avec le Celtic.

### Carrière internationale
Jimmy Simpson reçoit 14 sélections en faveur de l'équipe d'Écosse. Il joue son premier match le 20 octobre 1934, pour une défaite 1-2, au Windsor Park de Belfast, contre l'Irlande du Nord en British Home Championship. Il reçoit sa dernière sélection le 10 novembre 1937, pour un match nul 1-1, au Pittodrie Stadium d'Aberdeen, contre l'Irlande du Nord en British Home Championship. Il inscrit un seul but lors de ses 14 sélections.
Il participe avec l'Écosse aux British Home Championships de 1935 à 1938. 

#### But international
| no | Date        | Lieu                     | Adversaire      | Score final | Compétition  |
| -- | ----------- | ------------------------ | --------------- | ----------- | ------------ |
| 1  | 15 mai 1937 | Stade de Strahov, Prague | Tchécoslovaquie | 3-1         | match amical |

## Palmarès
- Rangers :
  - Champion d'Écosse en 1927-28, 1928-29, 1929-30, 1930-31, 1932-33, 1933-34, 1934-35, 1936-37 et 1938-39
  - Vainqueur de la Coupe d'Écosse en 1932, 1934, 1935 et 1936
  - Vainqueur de la Glasgow Cup en 1932, 1933, 1934, 1936, 1937 et 1938
  - Vainqueur de la Glasgow Merchants Charity Cup en 1932, 1933 et 1934

- Dundee United :
  - Champion d'Écosse de Division 2 en 1924-25